# Кирломенешть (Галац)
Кирломенешть, Кирломенешті (рум. Cârlomănești) — село у повіті Галац в Румунії. Входить до складу комуни Черцешть.
Село розташоване на відстані 208 км на північний схід від Бухареста, 71 км на північний захід від Галаца, 129 км на південь від Ясс.

## Населення
За даними перепису населення 2002 року у селі проживала 821 особа, усі — румуни. Усі жителі села рідною мовою назвали румунську.